# ۳۰ ژانویه
۳۰ ژانویه در تقویم میلادی، سی اُمین روز سال است. ۳۳۵ روز (در سال‌های کبیسه ۳۳۶روز) تا پایان سال باقی است.

## رویدادها
- ۱۶۴۸ - جمهوری هلند به رسمیت شناخته شد.
- ۱۶۴۹ - اعدام چارلز یکم پادشاه انگلستان
- ۱۸۴۷ - یبرا بوئنا، کالیفرنیا نام خود را به سان فرانسیسکو تغییر می‌دهد.
- ۱۹۰۸ - ماهاتما گاندی از زندان آزاد می‌شود.
- ۱۹۴۵ - جنگ جهانی دوم: کشتی ویلهلم گوستلوف حامل پناه‌جویان آلمانی، توسط اژدر زیردریایی شوروی غرق شد که در مرگ‌بارترین فاجعه دریایی تاریخ، به جان باختن نزدیک به ۹٬۵۰۰ نفر انجامید.
- ۱۹۴۸ - ماهاتما گاندی ترور می‌شود.
- ۱۹۵۶ - خانهٔ مارتین لوتر کینگ جونیور، فعال حقوق اجتماعی، به خاطر تحریم اتوبوس مونتگامری بمب‌گذاری می‌شود.
- ۱۹۶۴ - پروژه فضایی رنجر: رنجر ۶ پرتاب می‌شود.
- ۱۹۶۸ - جنگ ویتنام: حمله عید تت توسط نیروهای ویت کنگ علیه نیروهای ویتنام جنوبی، آمریکا و همدستانش رخ می‌دهد.
- ۱۹۶۸ - در جریان جنگ ویتنام نیروهای آمریکایی یک رشته حمله‌ها را در مناطق گوناگون ویتنام جنوبی (در نقشه) آغاز کردند.
- ۱۹۷۲ - پاکستان از اتحادیه کشورهای همسود خارج می‌شود.
- ۱۹۹۴ - پیتر لکو جوان‌ترین استادبزرگ شطرنج می‌شود.
- ۱۹۹۵ - کارکنان مؤسسات ملی بهداشت موفقیت درمان کم‌خونی داسی‌شکل را اعلام می‌کنند.
- ۲۰۰۴ - ویکی‌پدیای اوکراینی آغاز به کار کرد.
- ۲۰۰۷ - مایکروسافت ویندوز ویستا را به بازار عرضه کرد.

## زادروزها
- ۱۸۶۷ - امپراتور میجی (م. ۱۹۱۲)
- ۱۸۸۲ - فرانکلین دلانو روزولت (م. ۱۹۴۵)
- ۱۹۲۷ - اولاف پالمه (م. ۱۹۸۶)
- ۱۹۳۸ - اسلام کریموف
- ۱۹۴۱ - دیک چینی
- ۱۹۶۲ - عبدالله دوم
- ۱۹۶۸ - فیلیپه، شاهزاده آستوریاس

## درگذشت‌ها
- ۱۱۸۱ - امپراتور تاکاکورا (ت. ۱۱۶۱)
- ۱۶۴۹ - چارلز یکم (ت. ۱۶۰۰)
- ۱۸۶۷ - امپراتور کومی (ت. ۱۸۳۱)
- ۱۹۴۸ - ماهاتما گاندی، رهبر جنبش استقلال هند (ت. ۱۸۶۹)
- ۱۹۵۱ - فردیناند پورشه، مهندس و تاجر اتریشی-آلمانی، مؤسس پورشه (ت. ۱۸۷۵)
- ۱۹۷۰ - فریتس بایرلاین (ت. ۱۸۹۹)
- ۱۹۹۱ - جان باردین، فیزیکدان و مهندس آمریکایی برنده جایزه نوبل (ت. ۱۹۰۸)
- ۲۰۰۷ - سیدنی شلدون، نویسنده و فیلمنامه‌نویس آمریکایی (ت. ۱۹۱۷)
- ۲۰۱۱ - جان بری، آهگساز و رهبراکستر انگلیسی (ت. ۱۹۳۳)
- ۲۰۲۰ -  - آلبرت آقازاریان، تاریخ‌نگار فلسطینی.[۱]

## اعیاد و مراسم‌ها
- روز شهدا در هند
- روز عدم‌خشونت و صلح در اسپانیا